# As I Leave You
As I Leave You – album koncertowy Elvisa Presleya, stanowiący zapis występu z 19 czerwca 1977 r. z Omaha.

## Lista utworów
1. „See See Rider”
2. „I Got a Woman – Amen”
3. „That’s All Right”
4. „Are You Lonesome Tonight?”
5. „Love Me”
6. „Fairytale”
7. „Little Sister”
8. „Teddy Bear – Don’t Be Cruel”
9. „And I Love You So”
10. „Jailhouse Rock”
11. „How Great Thou Art”
12. „Band Introductions”
13. „Early Morning Rain”
14. „What’d I Say”
15. „Johnny B. Goode”
16. „ Introductions”
17. „I Really Don’t Want to Know”
18. „Introductions”
19. „Hurt”
20. „Hound Dog”
21. „’O sole mio” - „It’s Now or Never”
22. „Can’t Help Falling in Love”
23. „Closing Vamp”
24. „Rapid City Interview” (June 21, 1977)